# Bastert Werke

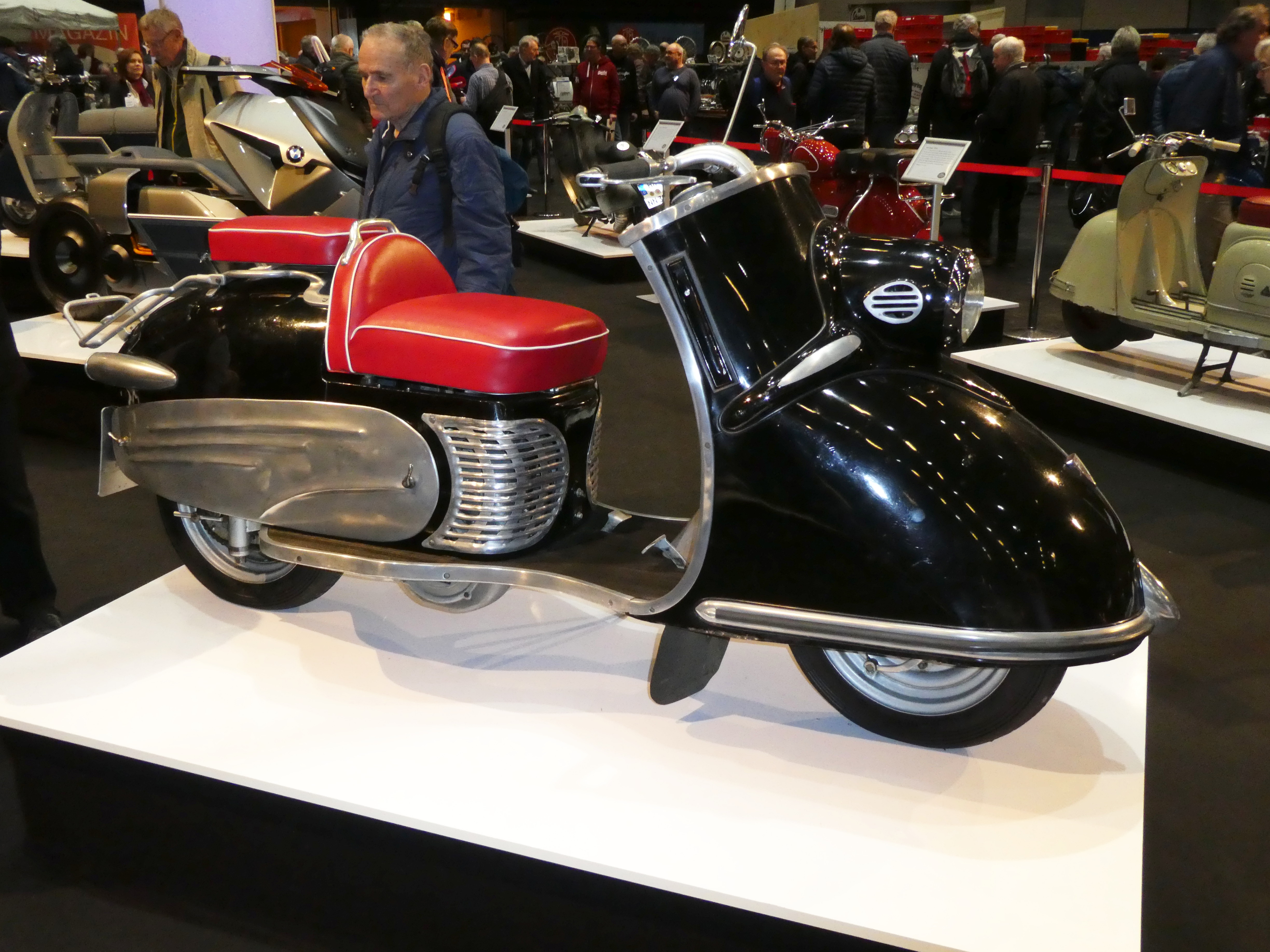
Bastert scooter

Bastert is een historisch Duits fiets-, bromfiets- en motorfietsmerk.
De bedrijfsnaam was: Bastert-Werke, Gustav Bastert, Bielefeld-Heepen.
Bastert maakte fietsen, bromfietsen en lichte motorfietsen, en bovendien een scooter, die als Bastert-Einspurauto werd verkocht.
Er werden ILO- en Sachs-motoren gebruikt van 98- tot 248 cc.
De firma Bastert was al opgericht in 1914 als reparatiewerkplaats voor fietsen en naaimachines, maar er werden ook wielen en frames geproduceerd. In 1934 verhuisde het bedrijf naar een groter pand en begon men met de productie van motorfietsen van 100- tot 250 cc waarbij inbouwmotoren werden gebruikt.
Tijdens de Tweede Wereldoorlog maakte Bastert - uiteraard - wapens. In 1943 overleed oprichter Gustav Bastert en nam zijn zoon Hellmuth de leiding over het bedrijf over.
In 1950 ging men ook bromfietsen maken, en enige tijd later ook scooters. De scooters werden als "einspurauto" verkocht, in de hoop klanten te trekken die eigenlijk liever een auto zouden kopen. Voor het ontwerp werd gebruikgemaakt van de diensten van de bekende industrieel ontwerper Louis Lepoix.
De ontwikkeling van de scooters bracht het bedrijf aan de rand van de afgrond, mede omdat waarschijnlijk het prototype werd gestolen. Met de productie van recent uitgevonden kunststoffen hield men het hoofd boven water.
Bastert produceerde uiteindelijk slechts ca. 1200 Einspurauto's, die echter best bijzonder van constructie waren. De stoel was een echte "zetel", die alleen aan de bestuurder plaats bood. Onder het plaatwerk achterop was echter nog een tweede zadel verborgen. Er waren al uitklappende richtingaanwijzers aan boord, zoals bij een auto uit die tijd. Ook een versnellingsindicator door middel van lampjes op het dashboard ontbrak niet. Onder de "motorkap" was verlichting aangebracht. In 1955 verdween het merk van de markt.